# Cape Barrow, Hoseason Island
Cape Barrow är en udde i Antarktis. Den ligger på Hoseason Island i Sydshetlandsöarna. Argentina, Chile och Storbritannien gör anspråk på området.
Terrängen inåt land är huvudsakligen kuperad, men österut är den platt. Havet är nära Cape Barrow åt nordväst. Trakten är obefolkad. Det finns inga samhällen i närheten.